# Reutilització de l'aigua

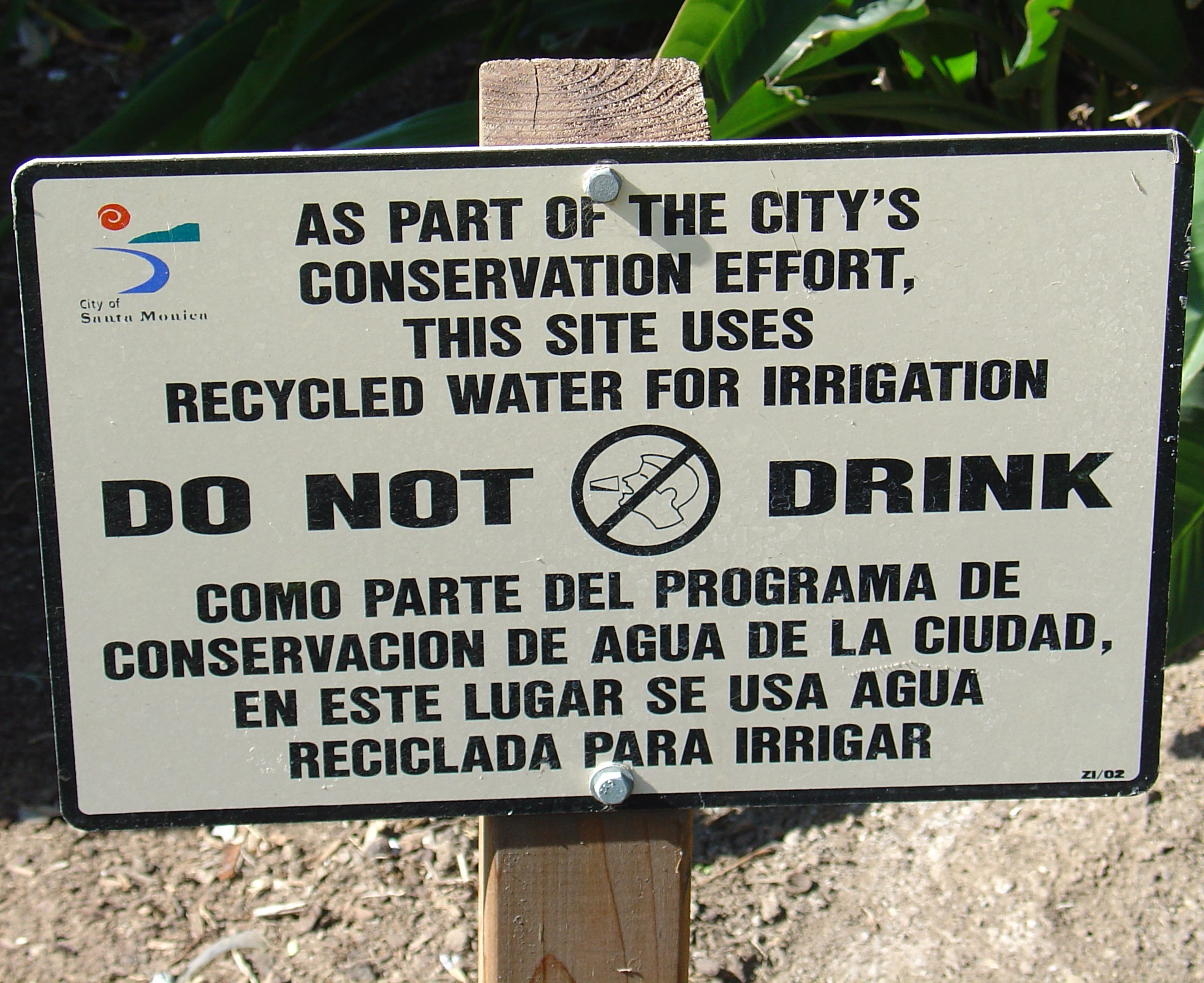
L'aigua reutilitzada es fa servir a Santa Monica, Califòrnia per irrigar plantes en parcs públics municipals.

Aigua reutilitzada o aigua reciclada, és una aigua residual tractada per treure sòlids i impureses, i utilitzada en reg de paisatges d'interès, recàrrega d'aqüífers, per cobrir necessitats d'aigua comercial, domèstica i industrial, i fins i tot per beure. El propòsit d'aquests processos és aconseguir la sostenibilitat i la conservació d'aigua, més que alliberar l'aigua tractada a masses superficials com ara rius i oceans. En alguns l'aigua reciclada es pot utilitzar per augmentar cabals i així beneficiar ecosistemes i millorar-ne l'estètica. Un exemple d'aquest ús és a Calera Creek en la Ciutat de Pacifica, Califòrnia.
La definició d'aigua, segons Levine i Asano, és "El producte final d'aigües residuals recuperades que compleix requisits de qualitat de l'aigua en aspectes com ara materials biodegradables, materials en suspensió i patògens." En una definició senzilla, l'aigua reutilitzada és aigua utilitzada més d'una vegada abans que retorni al cicle d'aigua natural. Avenços avalats per la ciència dins la tecnologia de l'aigua en permeten les comunitats la reutilització per molts propòsits diferents, incloent industrial, regatge, i beguda. L'aigua és tractada de forma diferent depenent de l'origen i ús de l'aigua i com arriba al seu destí.
Reciclada repetidament a través de la hidrosfera, tota l'aigua de la Terra és aigua reciclada o recirculada, però els termes "aigua reciclada" o "recuperada" es refereix a les aigües residuals roïnes enviades d'una casa o negoci a través d'un sistema de conducció a una instal·lació de tractament, on és tractat a un nivell compatible amb el seu ús pretès. L'aigua és llavors impulsada directament a un sistema d'aigua reciclada per usos com reg o refredament industrial.
Hi ha exemples de comunitats que de manera segura van utilitzar aigua reciclada durant molts anys. Els districtes de sanejament d'aigua del Comtat de Los Angeles han proporcionat aigües residuals tractades per regatge de paisatges en parcs i pistes de golf d'ençà el 1929. La primera instal·lació de reutilització a Califòrnia va ser construït al Parc del Golden Gate de San Francisco el 1932. El districte hidràulic de Irvine Ranch (IRWD) va ser el primer a rebre un permís sense restriccions de lliure utilització de la seva aigua reciclada per part de l'Estat; tal permís significava que l'aigua podia ser utilitzada per a qualsevol propòsit llevat el de consum per beure. IRWD manté un dels majors sistemes d'aigua reciclada en els EUA amb més de 400 milles que atenen més de 4.500 connexions mesurades. El Districte hidràulic d' Irvine Ranch i Districte hidràulic del Comtat d'Orange, al sud de Califòrnia s'estableixen com líders en l'aigua reciclada. A més, el Districte d'Aigua del Comtat d'Orange, al Comtat d'Orange, i en altres llocs del món com Singapur, s'hi va més enllà i l'aigua rep tractaments més avançats i s'utilitza indirectament per beure.

### Reutilització de l'aigua dins els edificis
Una de les aplicacions per tal de potenciar l'estalvi d’aigua derivat de l’activitat humana, tant a nivell domèstic com terciari, es la reutilització de l’aigua dins els edificis. En aquest sentit, actualment i per una qüestió de costos, en la majoria d’edificis es reutilitzen les aigües de la pluja i les aigües grises. Les aigües grises son aquelles aigües amb un baix nivell de càrrega contaminant i que provenen del desguàs d’aparells sanitaris com els rentamans, les dutxes i les banyeres. Tant les aigües de pluja, anomenades pluvials com les aigües grises, es poden reutilitzar habitualment, després d’un mínim tractament, per la recàrrega de cisternes d’inodor (WC), reg de jardins, neteja de vehicles, neteja de superfícies de pas i en alguns països també en l’ús de rentadores de roba, però mai i en cap cas, com a aigua de consum de boca.
La reutilització de l’aigua als edificis, especialment en el cas de les aigües grises, es pot fer de manera centralitzada amb equips de tractament especials per a tots els usuaris d’un mateix edifici o de manera descentralitzada amb dispositius i aparells sanitaris especials, molt localitzats en determinats espais d’una cambra humida (cambra de bany) d’una vivenda, oficina o local

Reutilització centralitzada de l’aigua en edificis
Aquestes instal·lacions agafen les aigües grises d’origen dels desguassos de les dutxes, banyeres o rentamans de cadascuna de les cambres de bany de l'edifici o bé les pluvials, des del terrat o coberta de l'edifici, mitjançant una xarxa comú i exclusiva de canonades (xarxa separativa d’aigües grises o pluvials), que condueix les aigües a la sala tècnica on es troba l'equip de tractament centralitzat. En primer lloc, les aigües grises o pluvials d’origen han de travessar un prefiltre o filtre de gruixos, per eliminar pels, cabells i d'altres residus sòlids o arrossegats per la pluja. A partir d’aquí, s’enceta el tractament principal per aconseguir un nivell de depuració adequat, que acostuma a ser d’algun d’aquests tipus:
- Filtració Biològica – Ultrafiltració amb membranes  – MBR 
```
  - Dosificació biocides (hipoclorit sòdic o d'altres compostos biocides) 
```

```
  - Aireació-oxigenació seqüencial – SBR
```

```
  - Tractaments combinats
```

En el cas de les aigües de pluja, donada la composició d’aquestes aigües, molt menys contaminant, els tractament aplicats acostumen a ser mes laxes i menys costosos.
Un cop les aigües grises o de pluja han estat emmagatzemades i tractades, s’impulsen per mitjà d’un grup de bombeig i mitjançant una xarxa de canonades exclusiva, al conjunt de cisternes d’inodor (WC), xarxa de reg de jardí o bé qualsevol de la resta d’aplicacions citades pel consum d’aigua no potable.
Aquest seria el cas, entre d'altres, d’edificis de vivendes amb zones enjardinades comunitàries.

Reutilització localitzada (descentralitzada) de l’aigua en edificis
Les instal·lacions individuals o localitzades acostumen a agafar les aigües grises d’un sol aparell (habitualment rentamans o dutxa) d’una mateixa cambra de bany i després d’un mínim tractament (filtració de gruixos i dosificació química) impulsa l’aigua gris reciclada cap a l’inodor (vàter – WC) de la mateixa cambra de bany.
Aquest tipus de reutilització d’un aparell a l’altre, pot fer-se de manera integrada, amb models d’aparells híbrids (conjunt de rentamans i vàter-WC) o mitjançant mòduls independents encastats dins alguna paret de la cambra de bany, sostre o fins i tot en mòduls, tipus calaix, situats a l’interior de mobles per la cambra de bany (moble del rentamans)
En el cas de les aigües de pluja, es recull l’aigua pluvial des del terrat o coberta de l'edifici i es condueix, mitjançant un conducte o canaló a l'emplaçament on hi tenim el filtre discriminador de gruixos i el dipòsit contenidor d’aigua de pluja, que a la vegada, acostuma a incorporar alguna mena d’aixeta o punt de connexió pel reg de jardí, sigui o no, amb el suport complementari d’una petita bomba de pressurització.

Normativa i legislació en l’àmbit de la reutilització de l’aigua en edificis
Actualment alguns municipis ja incorporen ordenances municipals d’estalvi d’aigua on en determinades condicions, s’obliga a instal·lar en el edificis equips centralitzats per la reutilització de les aigües grises i també pluvials. Tot i això, ni a Catalunya ni a la resta del territori espanyol existeix una normativa de caràcter general que contempli l’obligatorietat d’aquestes instal·lacions.
L’únic document que cita l’aprofitament de les aigües grises es el R.D 1620/2007, tot i que fa referència a l’aprofitament de les aigües grises a nivell urbà i la seva depuració i distribució centralitzada des d’origen als edificis, per als usos residencials o comercials esmentats (aigua no potable)
Per l’aprofitament de les aigües de pluja es disposa actualment de la Norma UNE-EN 16941-1:2019 – Sistemas in situ de agua no potable - Parte 1: Sistemas para la utilización de Agua de Lluvia, que permet establir les pautes generals pel disseny, dimensionat, muntatge i manteniment de les instal·lacions i equips per l’aprofitament de les aigües de pluja en els edificis i properament es publicarà també la Norma UNE-EN 16941-2 – Sistemas in situ de agua no potable - Parte 2: Sistemas para la reutilización de aguas grises tratadas, que permetrà establir pautes i criteris comuns en el disseny, dimensionat, muntatge i manteniment de les instal·lacions per la reutilització de les aigües grises en els edificis.
Alguns països europeus com el Regne Unit o Alemanya ja disposen de legislació específica que regula tant la reutilització de les aigües grises com les pluvials en els edificis per a usos d’aigua no potable.